# Episodi de La que se avecina (quinta stagione)
La quinta stagione della serie televisiva La que se avecina è stata trasmessa in anteprima in Spagna da Telecinco tra il 1º maggio 2011 e il 24 luglio 2011.
| nº | Titolo originale                                                              | Titolo italiano | Prima TV Spagna | Prima TV Italia |
| -- | ----------------------------------------------------------------------------- | --------------- | --------------- | --------------- |
| 1  | Una ex-mujer, un ex-presidente y la madre que parió al vividor follador       |                 | 1º maggio 2011  |                 |
| 2  | Un trilero, dos tortillas y el capricho de los Borbones                       |                 | 8 maggio 2011   |                 |
| 3  | Un renegado, una poesía y el primer gay de Albacete                           |                 | 15 maggio 2011  |                 |
| 4  | Un anillo, una reconciliación y un engendro mecánico                          |                 | 22 maggio 2011  |                 |
| 5  | Un controlador, una nueva Maite y una fisura anal                             |                 | 29 maggio 2011  |                 |
| 6  | Un romance otoñal, un plato prohibido y una serpiente constrictora            |                 | 5 giugno 2011   |                 |
| 7  | Una novia a dieta, un poblado tongoliki y una fräulein de la Gestapo          |                 | 12 giugno 2011  |                 |
| 8  | Una mula, un hombre llamado Fracaso y una anciana devorada por las gallinas   |                 | 19 giugno 2011  |                 |
| 9  | Un conserje cojo, un licor de lagarto y un mayorista enamorado                |                 | 26 giugno 2011  |                 |
| 10 | Unas fiestas patronales, un descendiente del Cid y el segundo gay de Albacete |                 | 3 luglio 2011   |                 |
| 11 | Un bogavante de oro, un agente secreto y dos aprendices de lesbianas          |                 | 10 luglio 2011  |                 |
| 12 | Una orgonita, una castración química y un plan B                              |                 | 17 luglio 2011  |                 |
| 13 | Un bodorrio, un león desterrado y la revolución de los centollos              |                 | 24 luglio 2011  |                 |